# Pintura del Romanticismo brasileño

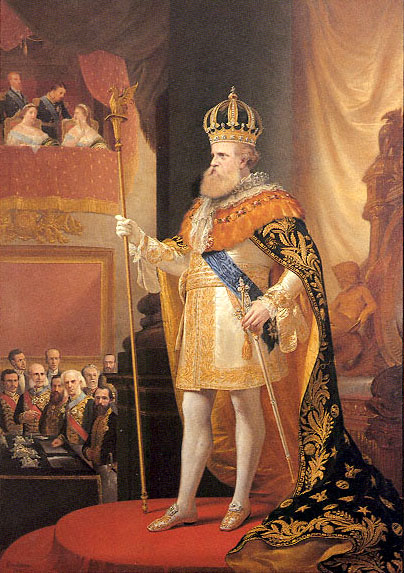
Pedro Américo: Un discurso en el trono, 1872. Museo Imperial de Brasil.

La Pintura del Romanticismo brasileño fue la principal expresión de las artes plásticas en Brasil durante la segunda mitad del siglo XIX. Tal producción pictórica se insertó en la evolución local del movimiento romántico y coincidió aproximadamente con el período del Segundo Reinado, pero sus características fueron bastante singulares, diferenciándose en varios puntos con respecto al Romanticismo europeo y de la misma forma, no puede ser considerado un paralelo exacto de la importante manifestación del Romanticismo en la literatura brasileña de esa época. Presentó un aspecto palaciego y reprimido, trayendo una fuerte carga neoclásica que pronto se mezcló con el Realismo, el Simbolismo y otras escuelas en una síntesis ecléctica que perduró hasta los primeros años del siglo XX.
En términos ideológicos la pintura del Romanticismo brasileño giró principalmente en torno al movimiento nacionalista dirigido hábilmente por el emperador Don Pedro II, consciente de la falta de unidad cultural de un país tan vasto e interesado en presentar ante el mundo la imagen de un Brasil civilizado y progresista. Este nacionalismo encontró su mayor expresión en la reconstrucción visual de eventos históricos importantes, en el retrato de la naturaleza y los personajes populares, y en la rehabilitación de la cultura indígena, legando un conjunto de obras de arte que hoy figuran de manera destacada en museos nacionales, y cuyo simbolismo marcado y eficaz contribuyó de manera poderosa a la construcción de una nueva identidad nacional e hizo que algunos de sus ejemplos mejor conseguidos penetraran en la memoria del pueblo brasileño.

## El Romanticismo internacional

Eugène Delacroix: La libertad guiando al pueblo, 1830. Ejemplo del carácter revolucionario y pasional del Romanticismo en su fase más vigorosa.

El Romanticismo pictórico, al contrario de lo que habitualmente se presupone, fue un conglomerado de estilos muy diferentes (y, en ocasiones, opuestos), que floreció en Europa entre mediados del siglo XVIII y fines del siglo XIX. Tampoco los críticos llegaron a un consenso a la hora de definir el estilo romántico, o incluso sobre si éste podía entenderse como un «movimiento» propiamente dicho. Tal vez el único rasgo en común que compartían estas tendencias era el aprecio por la visión individual, única y original del artista, que desarrollaba una aguda, aunque muchas veces intensamente dramática, conciencia de sí mismo y de los aspectos irracionales de su universo interior. Además, gracias al romanticismo, por primera vez en la historia del arte el artista juzgaba libremente sin tener que rendir cuentas a la sociedad o a sus clientes por el arte que producía, basando su juicio no en el racionalismo o en un programa estético a priori, sino en sus sentimientos personales, que no obstante no eran indiferentes a la trascendencia del yo en una comunión mística con la naturaleza o el infinito Charles Baudelaire dijo:

El romanticismo no es la elección de dos temas en su verdad objetiva, sino en el sentimiento. Para mí, el romanticismo es el más reciente y actual de la belleza. Y quien habla del romanticismo habla de arte moderno, es decir, la intimidad, la espiritualidad, el color y la tendencia al infinito, expresados por todos los medios que tiene el arte.

El ángel de la muerte (1851), de Horace Vernet, quien fue uno de los maestros de Pedro Américo. Una obra típica del Romanticismo sentimental de la segunda mitad del.

A menudo, la expresión de un genio individual generó proyectos estéticos que buscaban deliberadamente chocar, cortejando lo extraña, lo exótico, lo excéntrico y beirando el melodrama, la mórbida y el histerismo. Mucho de esta generación se han viciado con lo que se conoce como el mal del siglo, un sentimiento de vacío, la inutilidad de todos los esfuerzos, la indefinible e incurable melancolía de perpetua insatisfacción. Théodore Géricault dijo que «lo que tengas que hacer, hazlo de otro manera».
Por otra parte, la fervorosa apreciación de la naturaleza romántica condujo a la concepción de un nuevo panteísmo y de un nuevo enfoque del paisajismo, y su historicismo revolucionó la visión que se tenía sobre el hombre en la historia y sobre las instituciones tradicionales, como el Estado y la Iglesia. Un idealismo humanista que buscaba una reforma en la sociedad llevó a muchos románticos a hacer un sensible retrato del pueblo, sus costumbres y el folclore de su historia, que fueron la base para la creación y el fortalecimiento de movimientos nacionalistas en varios países. Sin embargo, después agitado período de la Revolución francesa y del Imperio Napoleónico, el ímpetu visionario, humanista, turbulento y contestador de los primeros románticos desapareció. El tema perdió importancia en relación con la técnica y a la forma, y ellos en su mayoría de asentaron en mundos utópicos del oriente y de la Edad Media, y su fuerzxa degeneró un sentimentalismo y un comportamiento convencional burgués, donde buscaban la decoración, lo exótico y lo pintoresco.

## La versión brasileña

### Antecedentes estéticos e ideológicos
A pesar de emerger especialmente como una corriente dominante en la pintura entre 1850 y 1860, el Romanticismo brasileño echó raíces en las primeras décadas del siglo XIX, con la aparición de varios naturalistas extranjeros que llegaron en busca de tierras aún por explorar. Además de la motivación puramente científica de dichas expediciones, entre ellos se encontraban diversos pintores e ilustradores impulsados por la tendencia romántica de valoración de la naturaleza y por la fascinación hacia todo lo exótico. Thomas Ender fue uno de ellos. Partícipe de la Misión Austríaca, se centró en los "encuentros étnicos" que tenían lugar en el paisaje urbano y alrededores de la ciudad de Río de Janeiro. Otro integrante de la Expedición Langsdorff fue Rugendas que, según Pablo Diener, estaba "poseído por la emoción que el romanticismo alemán define como Fernweh, esto es, nostalgia por lo distante". En una de sus acuarelas tendría a retratar al indio y al negro de forma idealizada, casi heroica.

#### La situación socioeconómica-cultural
En la esfera económica y social, antes de la Independencia buena parte de las riquezas naturales, del pernambuco, del oro y de los diamantes, había sido entrregada a Portugal, y hasta la llegada de Juan VI el país continuaba siendo una simple colonia con objetivos puramente extractivos. Se desestimulaba la educación superior y no había recursos para la educación más básica de la población residente. Cuando llegó la corte portuguesa, encontró un territorio verdaderamente expoliado, sin cultivar y pobre. Obligado por las circunstancias y la incerteza acerca del progreso de la metrópoli, el rey inició un proceso de apertura internacional y de desarrollo económico más progresista. Pero ese florecimiento duro poco, y luego Brasil fue abandonado, intentándose incluso una imposición, fracasada con la independencia, de una vuelta al modelo colonial anterior.
Artísticamente la preencia de la corte propició algunos avances, como la fundación de la Escuela Real de Ciencias, Artes y Oficios, antecesora de la Academia Imperial, y la vida cultural de Río aquel tiempo se volvió de súbito bastante rica. De la misma manera, la marcha del rey vació la escena con la misma rapidez con la que la llenó. El proceso de independencia también resultó caro para los cofres del nuevo imperio. Juan VI cuando se fue, sacó una gran fortuna del Banco de Brasil, causando en la práctica casi la bancarrota nacional, Inglaterra embolsó dos millones de libras para reconocer el Estado independiente, y la nueva casa imperial tuvo que enfrentarse a la serie reducción de sus gastos. No habiendo una tradición sólida y antigua de educación y práctica artística en nivel superior en el país, incluso las élites locales eran en gran parte provincianas.

## Galería

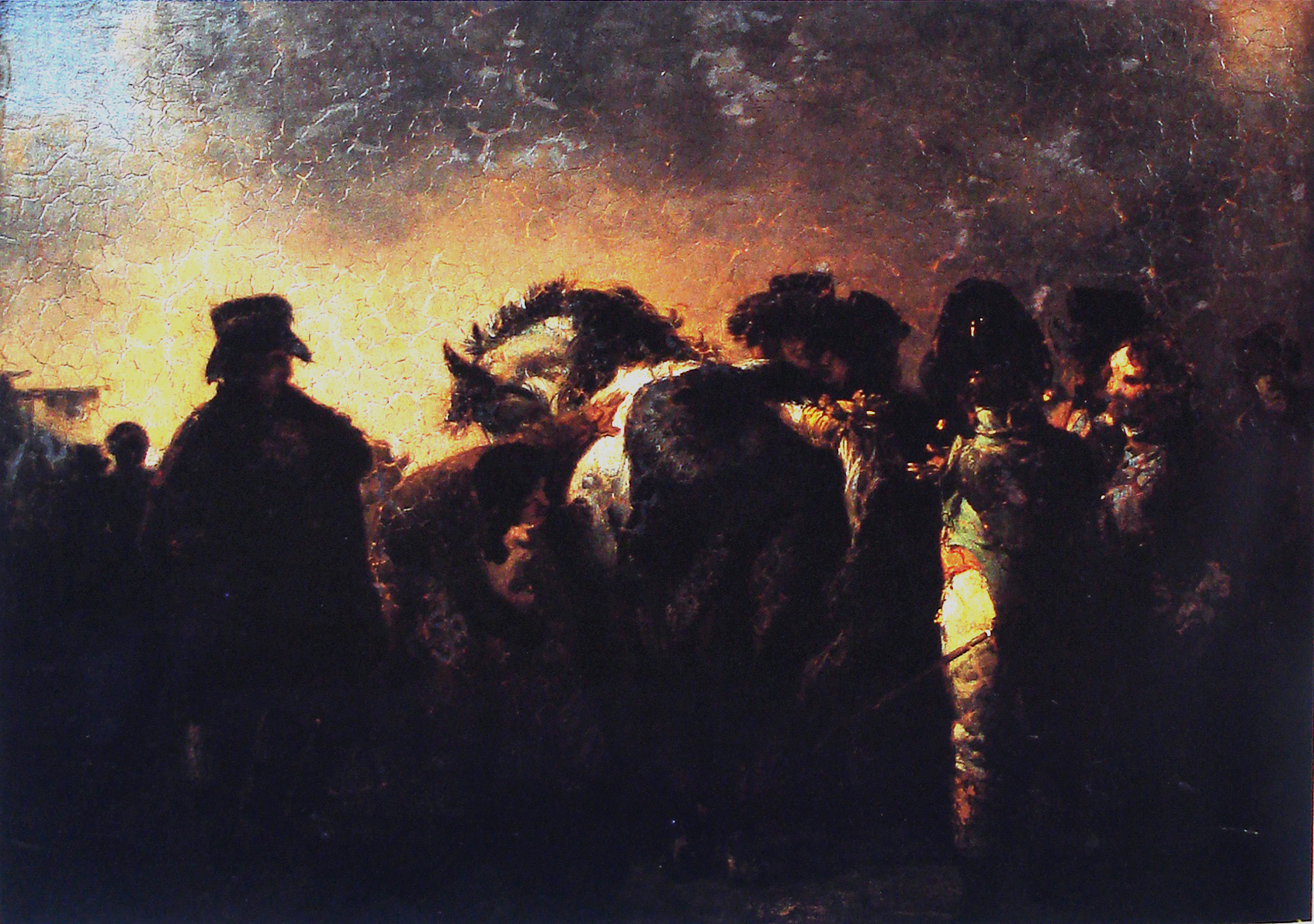
Nicolas-Antoine Taunay: Tropeiros negociando un caballo. Museo Imperial de Brasil
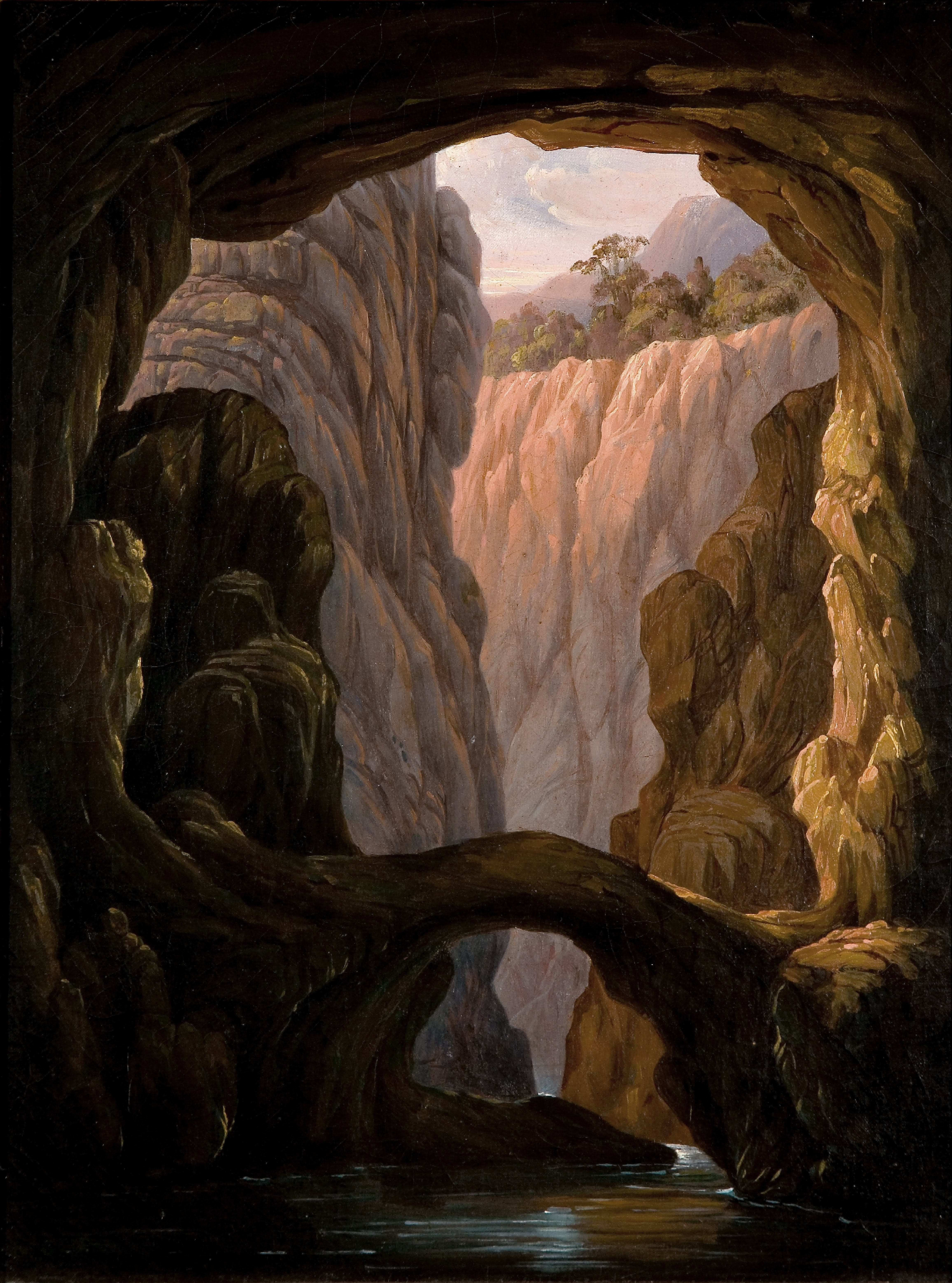
Manuel de Araújo Porto-Alegre: Gruta. Museo Nacional de Bellas Artes de Brasil
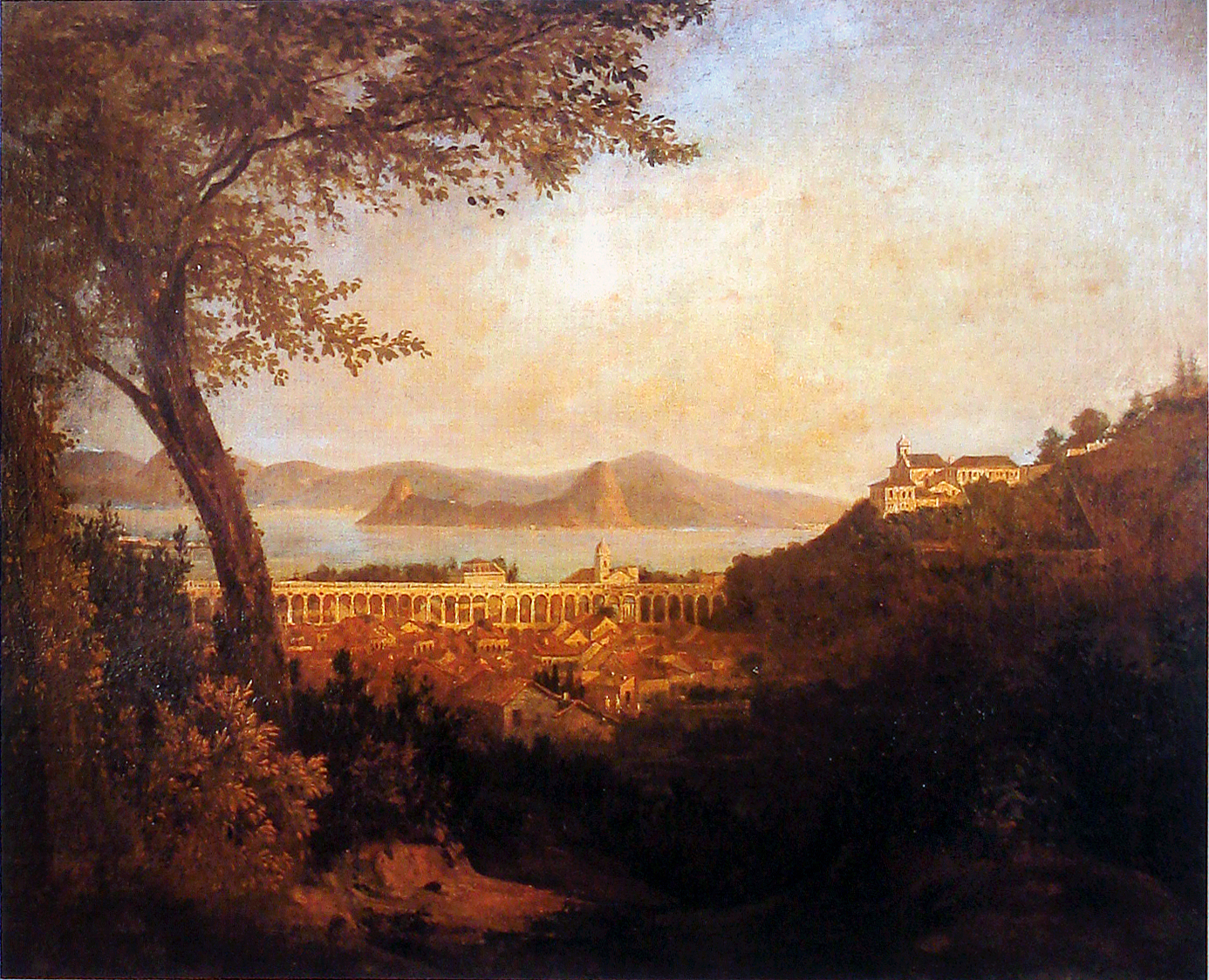
Agostinho da Mota: Vista del Río de Janeiro
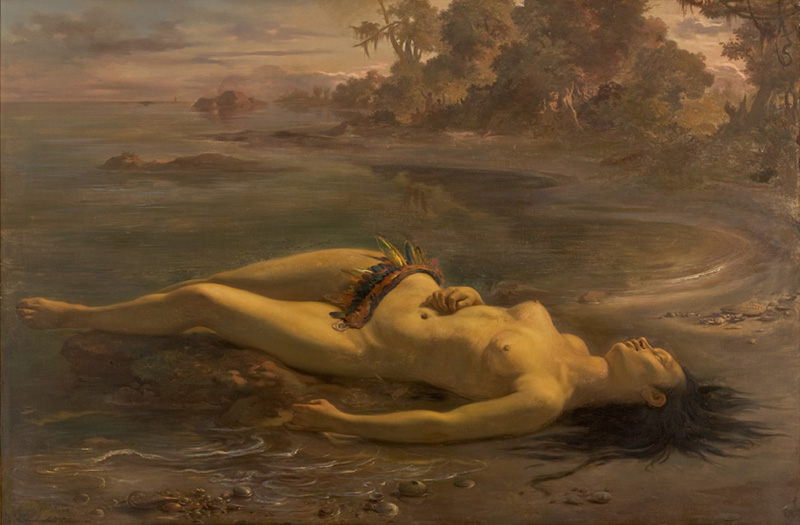
Victor Meirelles: Moema, 1866. Museu de Arte de São Paulo
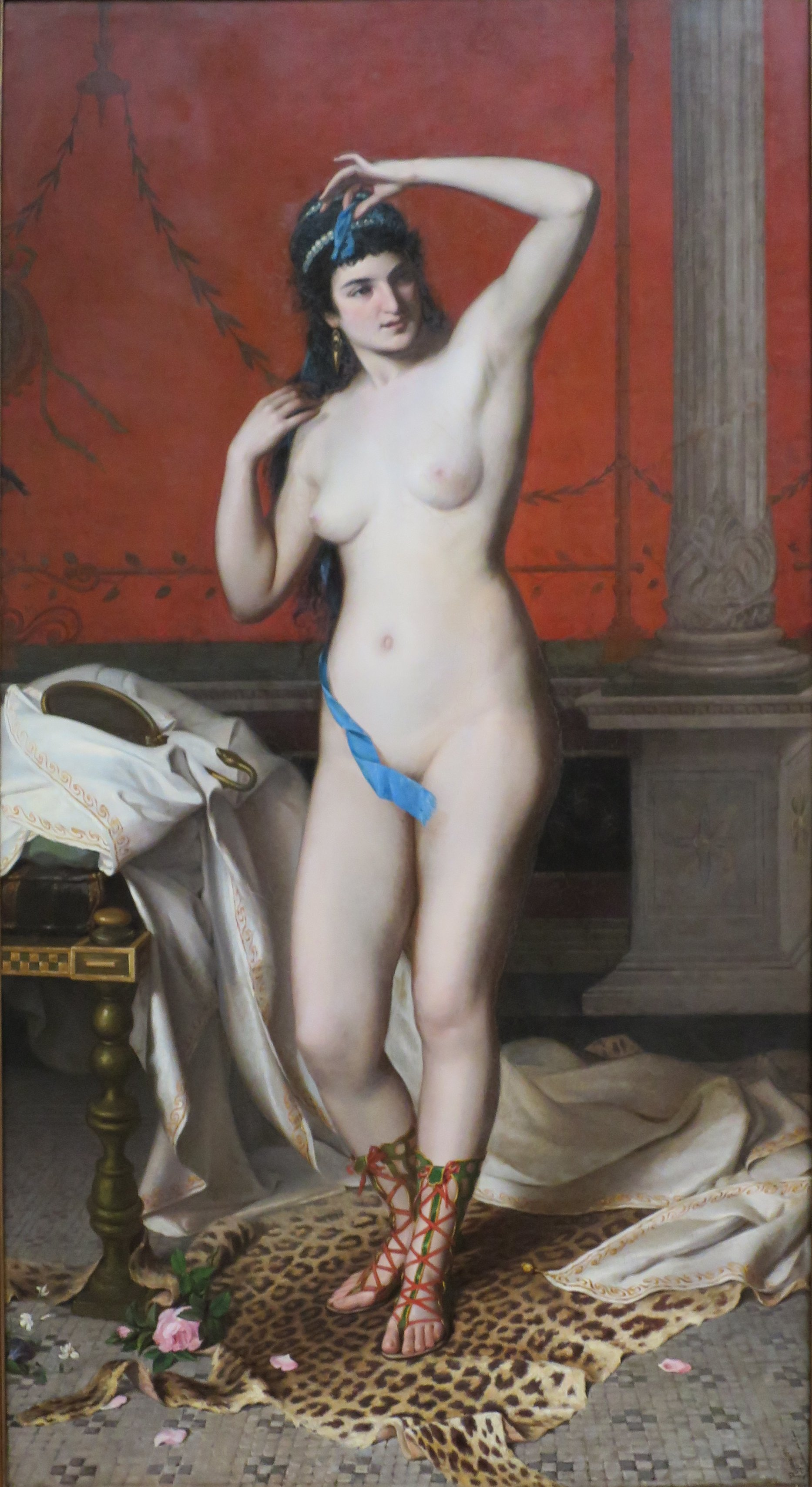
Zeferino da Costa: La pompeana, 1876. Museo Nacional de Bellas Artes de Brasil
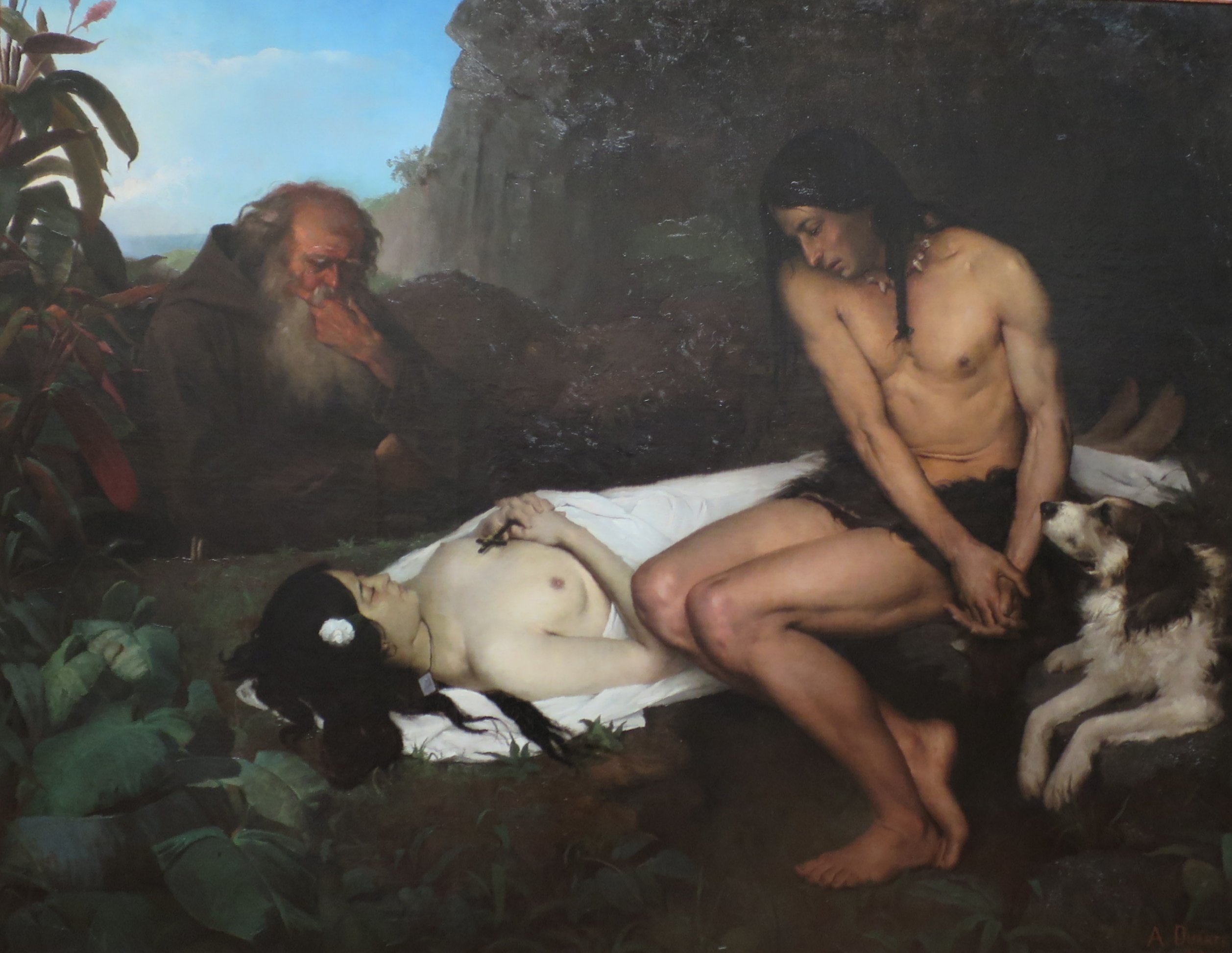
Augusto Rodrigues Duarte: El entierro de Atala, 1878. Museo Nacional de Bellas Artes de Brasil
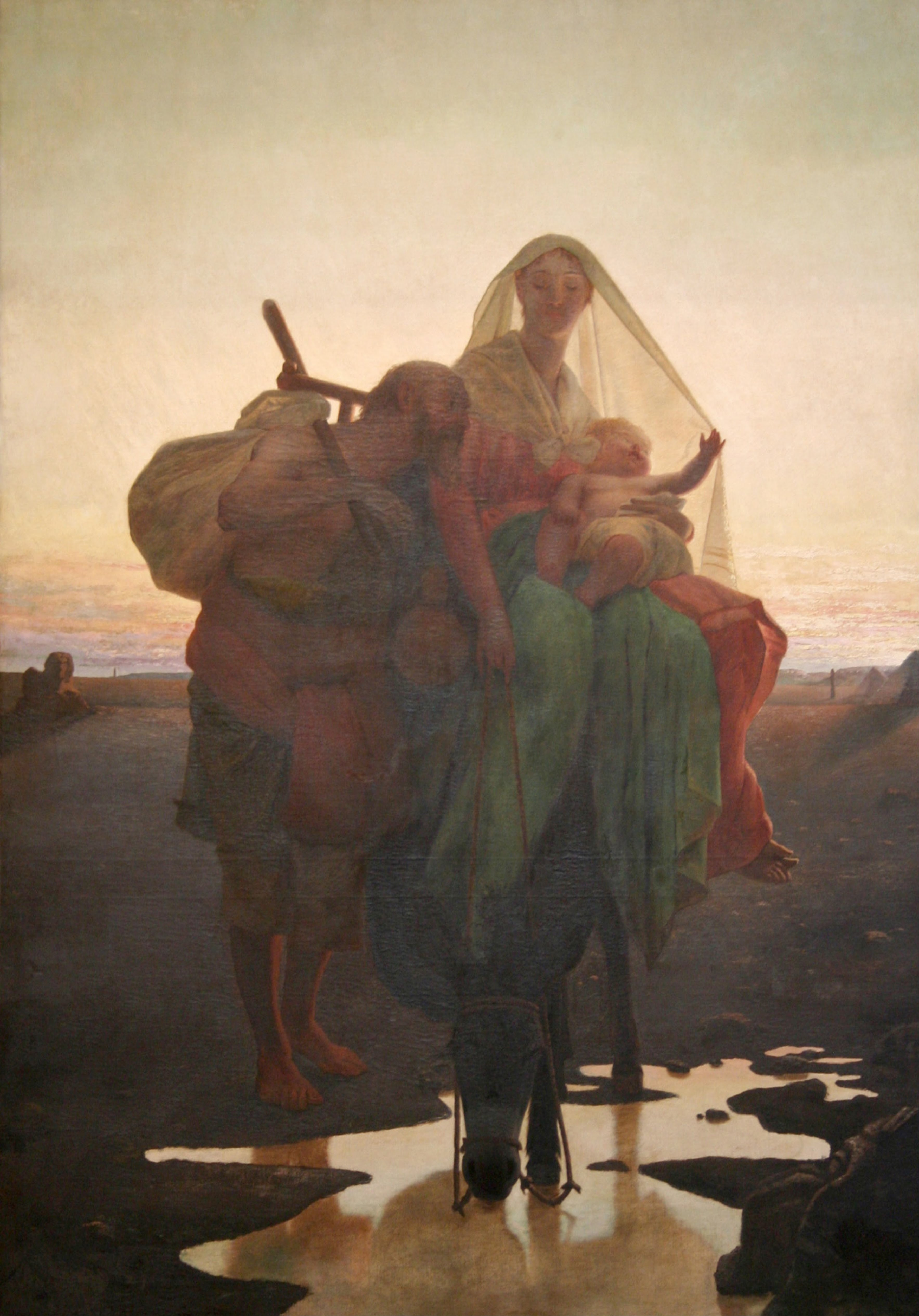
Almeida Júnior: Escapando hacia Egipto, 1881. Museo Nacional de Bellas Artes de Brasil
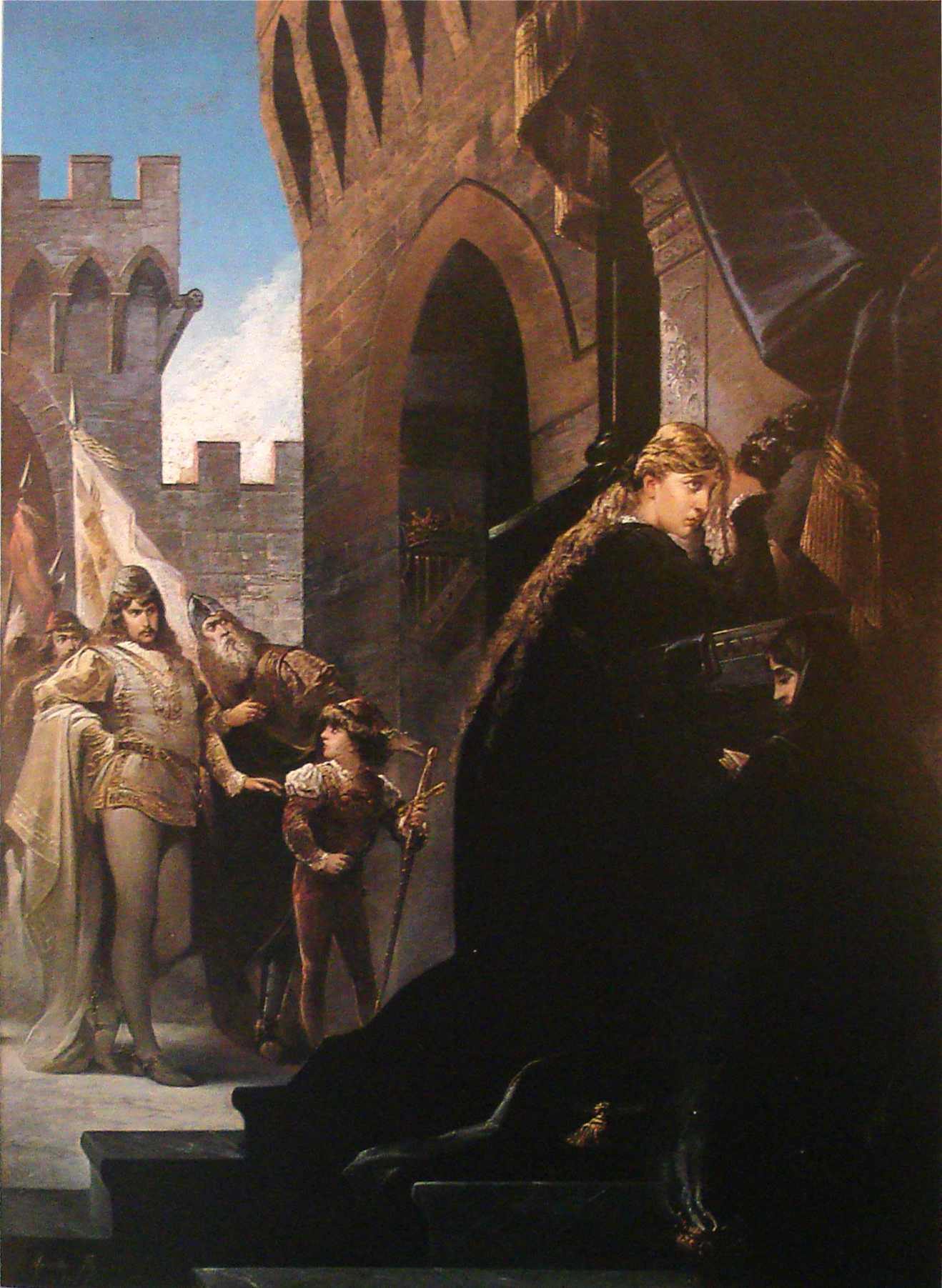
Aurélio de Figueiredo: Francesca da Rimini, 1883. Museo Nacional de Bellas Artes de Brasil
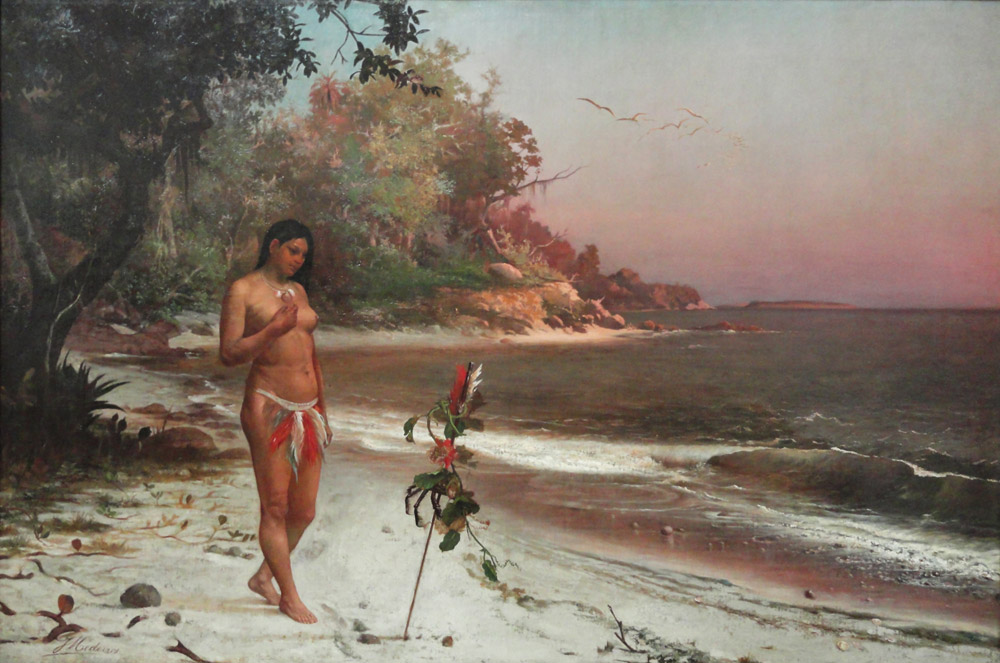
José Maria de Medeiros: Iracema, 1884. Museo Nacional de Bellas Artes de Brasil
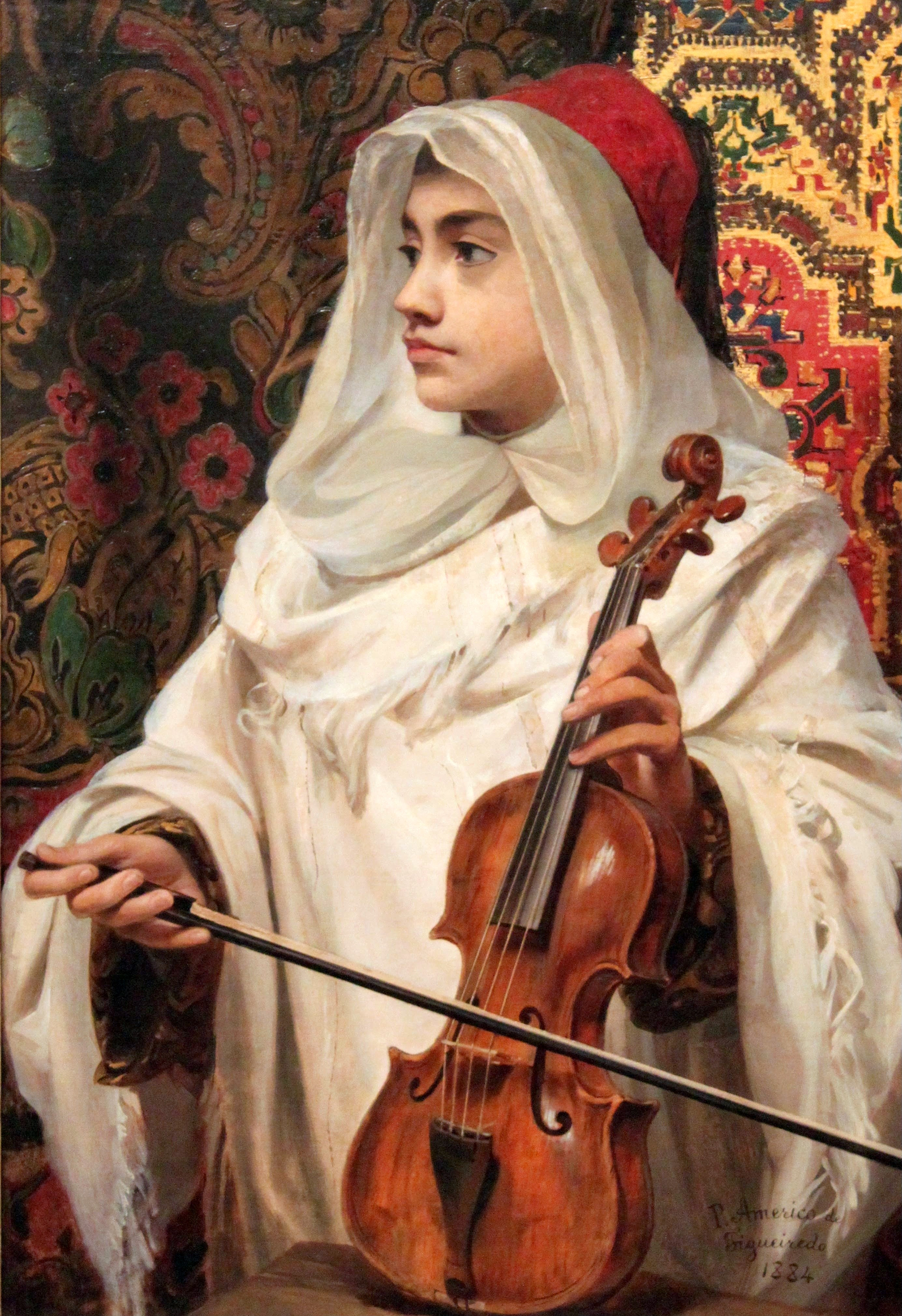
Pedro Américo: 'La árabe, 1884. Museo Nacional de Bellas Artes de Brasil
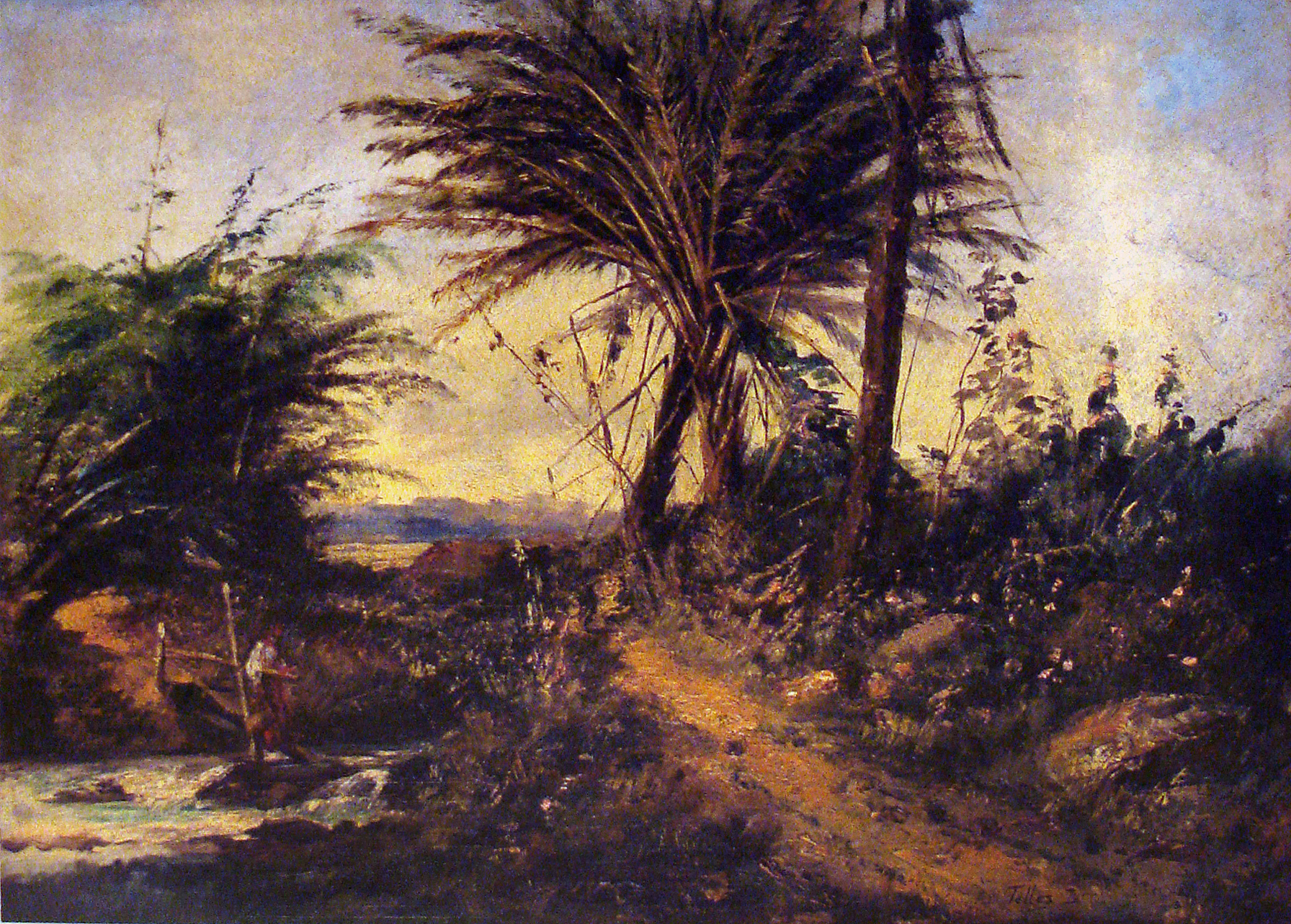
Telles Júnior: Paisaje. Museu del Estado de Pernambuco
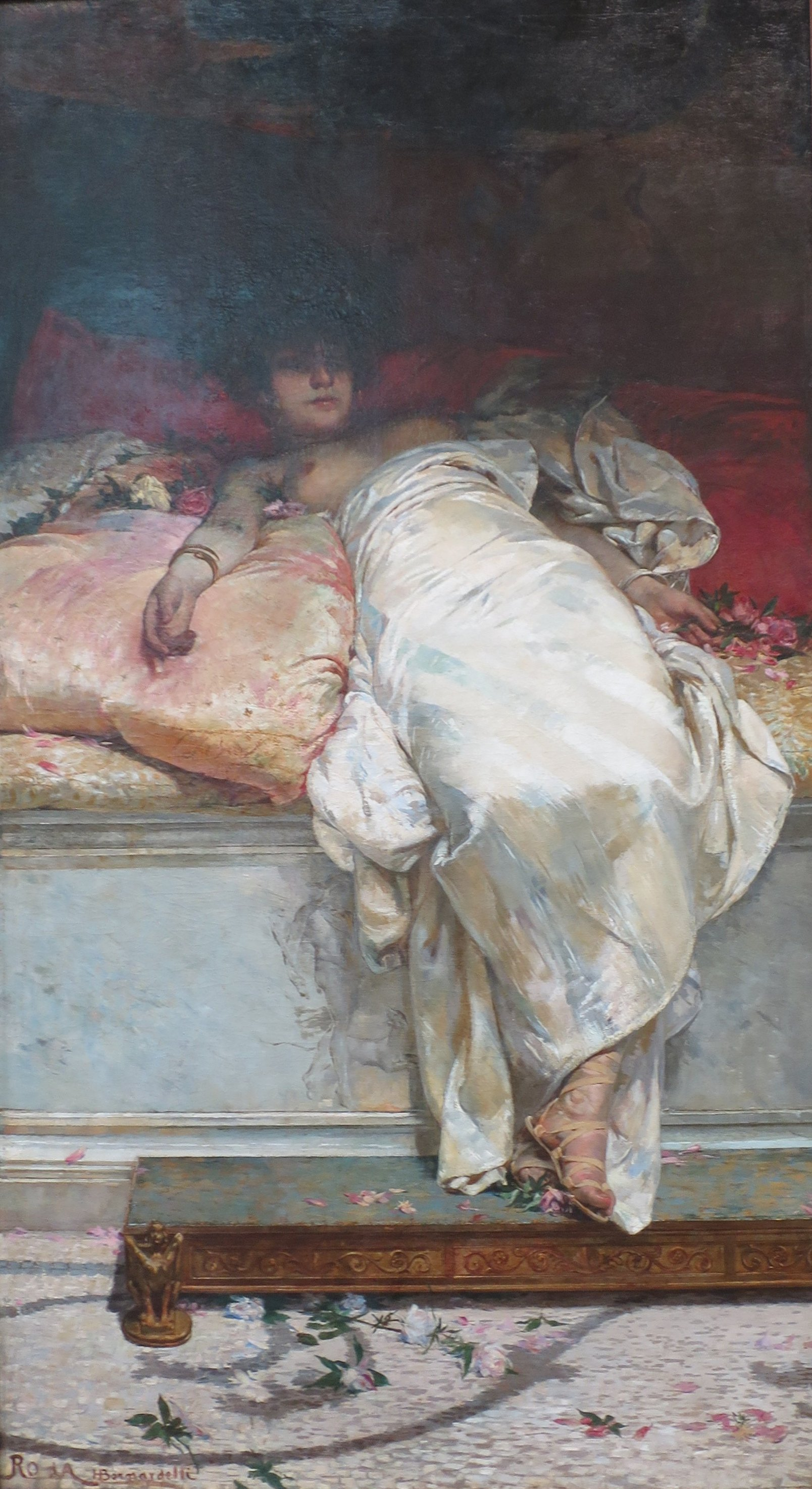
Henrique Bernardelli: Messalina, 1878-1886. Museo Nacional de Bellas Artes de Brasil
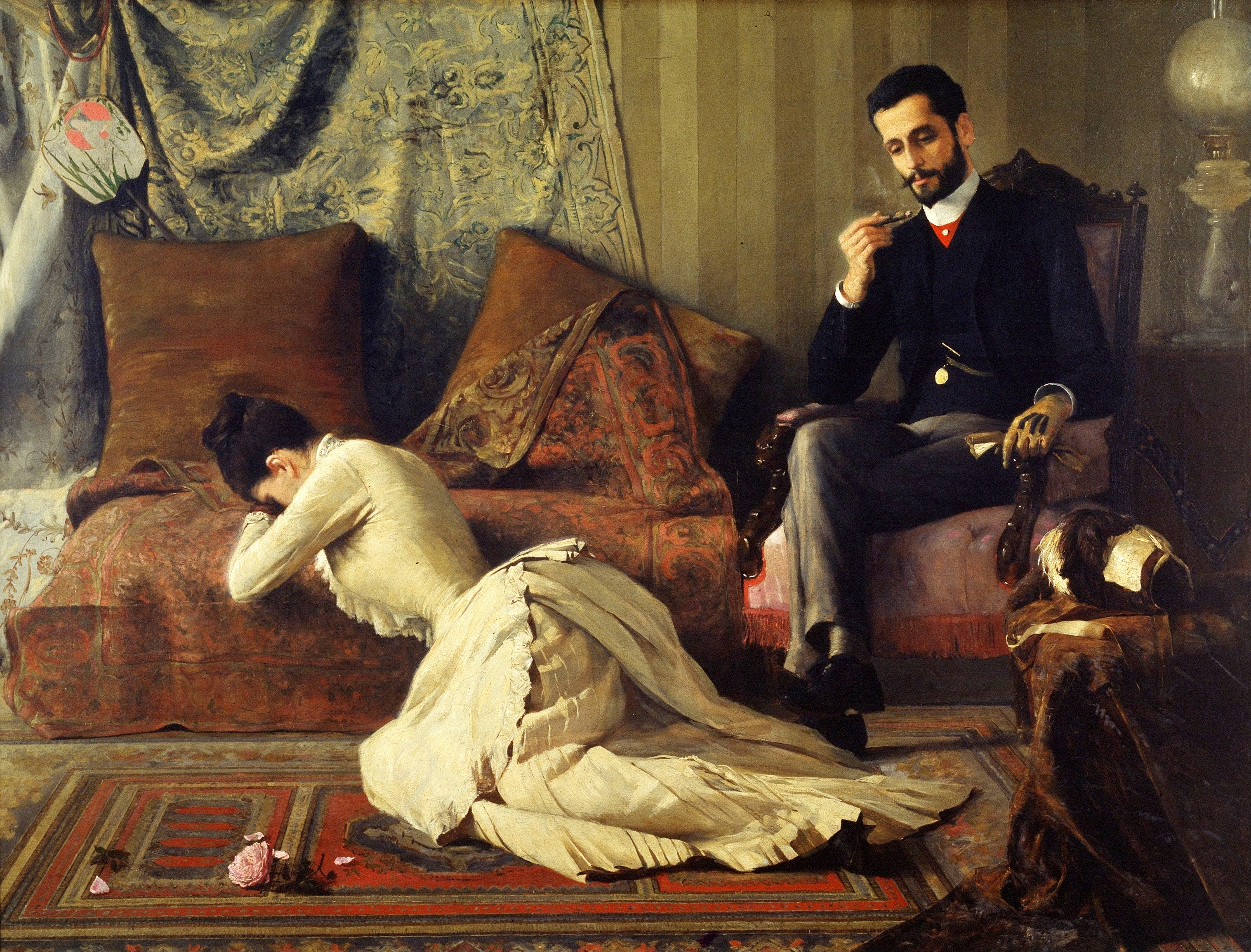
Belmiro de Almeida: Arrufos, 1887. Museu Nacional de Belas Artes
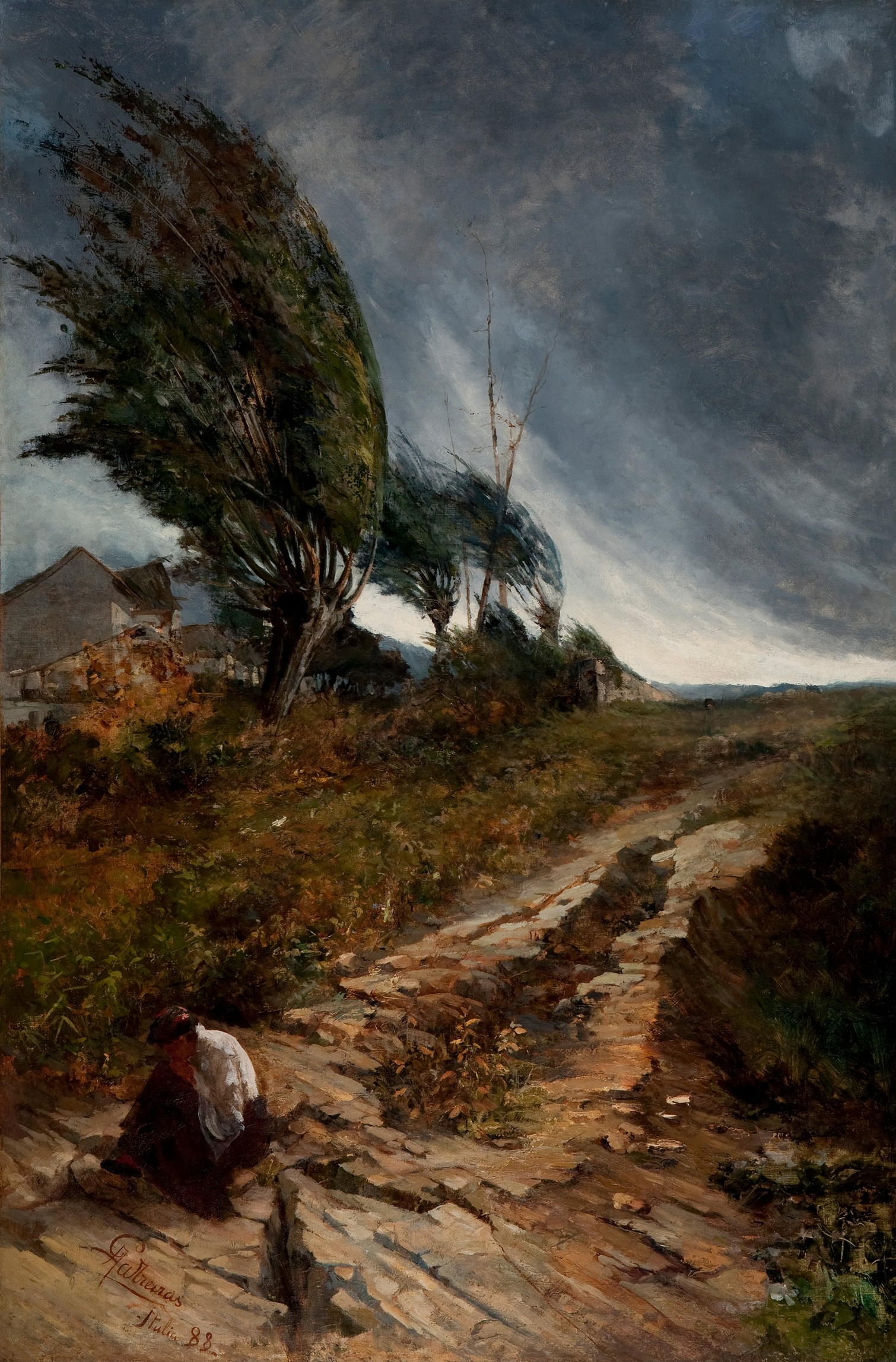
Antônio Parreiras: Ventania, 1888
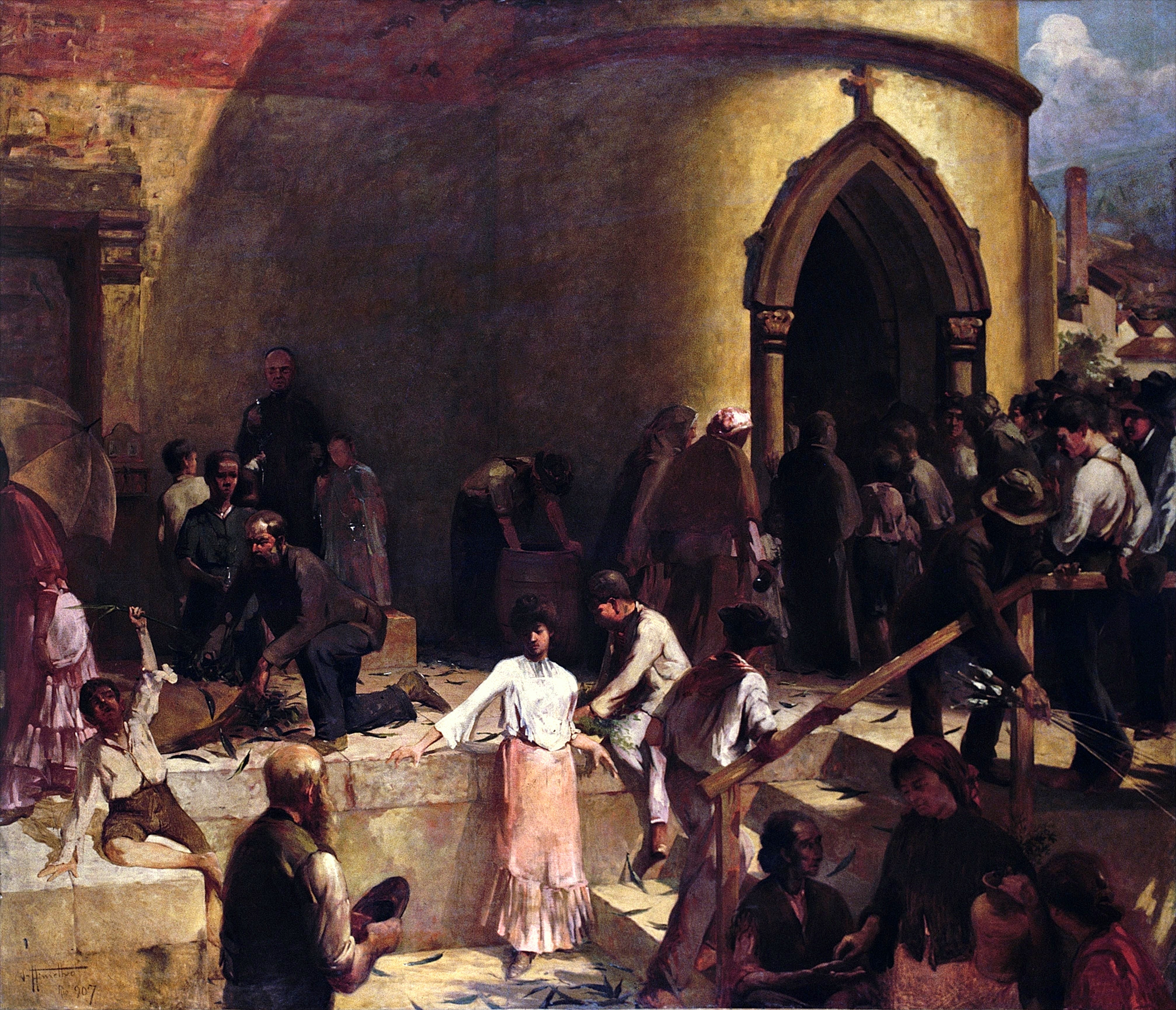
Timótheo da Costa: Antes del «Aleluya», 1907. Museu Nacional de Belas Artes